# Caladenia saccata
Caladenia saccata är en orkidéart som först beskrevs av Richard Sanders Rogers, och fick sitt nu gällande namn av Stephen Donald Hopper och Andrew Phillip Brown. Caladenia saccata ingår i släktet Caladenia och familjen orkidéer. Inga underarter finns listade i Catalogue of Life.